# Liptovská Ondrašová
Liptovská Ondrašová (węg. Andrásfalu) – dawniej samodzielna wieś na Liptowie, w północnej Słowacji, od 1960 r. w granicach miasta Liptowski Mikułasz.

## Położenie
Miejscowość leży w centralnej części Kotliny Liptowskiej. Powstała ok. 2 km na północny zachód od Liptowskiego Mikułasza. Jej zabudowania rozłożyły się nad dolnym biegiem Jałowieckiego Potoku, tuż powyżej jego ujścia do Wagu. Biegnie przez nią odcinek drogi nr 584 z Podbieli na Orawie do Liptowskiego Mikułasza.

## Historia
Człowiek przebywał na terenach tej miejscowości co najmniej od końca epoki brązu. Potwierdza to wyjątkowy skarb brązowych przedmiotów, pochodzących z ok. 1000 r. p.n.e., odnalezionych tu w 1967 r., znanych dziś jako „Brązowy skarb z Ondraszowej” (słow. Ondrašovský bronzový poklad). Obejmował on 10 naczyń, grot włóczni oraz unikalny wyrób o sierpowatym kształcie. „Skarb” eksponowany jest obecnie w Muzeum Liptowskim w Rużomberku, a jego wierna kopia – w Muzeum Janka Kráľa w Liptowskim Mikułaszu.
Nowożytne osadnictwo miejscowości sięga XIII w., kiedy wieś stała się rodową siedzibą Pongraczów – szeroko później rozgałęzionej i wiele znaczącej liptowskiej rodziny szlacheckiej, do której należał i sam Liptowski Mikułasz. Nazwana została na cześć Andrzeja (słow. Ondreja), który wraz ze swoim bratem Janem zbudował tu w 1419 r. pierwszy kościół. Była to osada drobnej szlachty: w XVI wieku istniało tu aż siedem dworów szlacheckich i jedynie dwadzieścia domów bezrolnych chałupników. Mieszkańcy byli głównie dniówkowymi robotnikami rolnymi, woźnicami, w XIX w. pracownikami powstających w Liptowskim Mikułaszu manufaktur i drobnych zakładów przemysłowych, a od 1871 r., kiedy południowym skrajem wsi przeprowadzono Kolej Koszycko-Bogumińską także robotnikami kolejowymi. W 1960 r., wraz z Palúdzką, została włączona w granice rozrastającego się Liptowskiego Mikułasza.

## Zabytki
- Dwór Adeodata Pongracza (słow. Kúria Adeodata Pongráca), pierwotnie renesansowy z I. poł. XVII w., później wielokrotnie przebudowany.
- Dwór Dionizego Pongracza (słow. Kúria Dionýza Pongráca), pierwotnie renesansowy z XVII w., przebudowany w wieku XX.